# Maskertrogon
De maskertrogon (Trogon personatus) is een vogel uit de familie Trogonidae.

## Verspreiding en leefgebied
Deze soort komt voor van Colombia tot Peru en het zuidelijke deel van Centraal-Venezuela en telt negen ondersoorten:
- T. p. sanctaemartae: de bergen van Santa Marta (noordoostelijk Colombia).
- T. p. ptaritepui: zuidelijk Venezuela.
- T. p. duidae: Cerro Duida (zuidelijk Venezuela).
- T. p. rorainae: de berg Roraima (zuidoostelijk Venezuela en westelijk Guyana).
- T. p. personatus: van oostelijk Colombia en westelijk Venezuela tot oostelijk Peru.
- T. p. assimilis: westelijk Colombia, westelijk Ecuador en noordwestelijk Peru.
- T. p. temperatus: centraal Colombia en Ecuador.
- T. p. heliothrix: gematigde zone van Peru.
- T. p. submontanus: zuidoostelijk Peru en Bolivia.

## Status
De grootte van de populatie is niet gekwantificeerd maar de soort wordt omschreven als tamelijk algemeen. Op de Rode lijst van de IUCN heeft deze soort de status niet bedreigd.